# Mois Yussuroum
Mois Yussuroum (griechisch Μωύς Γιουσουρούμ), auch Moissis oder Maurice Yussuroum (geboren am 22. Februar 1920 in Athen; gestorben am 26. November 2018 ebenda) war ein griechischer Partisanenkämpfer gegen die deutsche Besetzung Griechenlands und im folgenden Bürgerkrieg.

## Leben
Yussuroum entstammte einer traditionsreichen sephardischen Familie Griechenlands, die sich – 1492 aus Spanien vertrieben – ursprünglich in Smyrna, dem heutigen Izmir, im Osmanischen Reich ansiedelte. Der Begriff Yussuroum steht im heutigen griechischen Sprachgebrauch für Flohmarkt, doch wissen selbst die meisten Griechen nicht, dass es sich ursprünglich um einen Familiennamen handelte. Einer seiner Vorfahren, Isaak, übersiedelte 1830 nach Chios, kurz nach dem Massaker der Osmanen dort während des Griechischen Unabhängigkeitskrieges. Im Jahr 1860 übersiedelte die Familie nach Kythnos. Der Großvater von Mois Yussuroum, Bochor, ein Sohn Isaaks, ging 1863 nach Athen, um dort als Schneider zu arbeiten. Er eröffnete ein Geschäft an der Ecke Odos Karaiskaki und Ermou. Doch die meisten Leute hatten wenig Geld und bevorzugten daher Second-Hand-Kleidung. Bochor überarbeitete gebrauchte Kleidungsstücke und bot sie jeden Sonntag beim Bazar an der Platia Avyssinias an. Das Geschäft lief gut und so bürgerte sich, obwohl am Bazar überwiegend Antiquitäten angeboten wurden, der Begriff ein, „zum Yussuroum gehen“.
Bochor Yussuroum hatte sieben Kinder. Der älteste Sohn, Ilias, erweiterte die Geschäfte seines Vaters und wurde zu einer tragenden Säule der jüdischen Gemeinde von Athen. Noah, ein jüngerer Bruder, ging 1913 nach Thessaloniki und eröffnete dort gemeinsam mit Abraham Nahmias einen Handel mit Spitalsbedarf. In Thessaloniki heiratete Noah eine Jüdin aus Athen, Mazaltov Habib, die ihm dorthin gefolgt war. Doch als der Großbrand des Jahres 1917 das Handelszentrum der Stadt und auch das Geschäft von Noah zerstört hatte, ging dieser mit seiner Frau und den ersten beiden Kindern nach Athen zurück. Noah und Mazaltov hatten insgesamt sechs gemeinsame Kinder. Isaak und Leon wurden in Thessaloniki geboren, die folgenden vier alle in Athen: Moissis, Iakovos, Djoyia und Sterina. Noah Yussuroum verlagerte seine Geschäftsaktivitäten auf gebrauchtes Militärmaterial, beispielsweise Uniformen und Zelte, arbeitete nunmehr mit Spyros Kourousis zusammen und holte sich seinen Warenvorrat auf Auktionen von Frankreich bis Ägypten. Mitte der 1920er Jahre hatte er großes Glück bei einer Auktion von Inventar des Königlichen Stadtschlosses von Athen an der Odos Stadiou, welches nunmehr als Parlamentsgebäude diente. Er erlangte relativen Wohlstand und konnte daraufhin für seine Familie ein Haus in Thisio bauen, einem Athener Viertel nordwestlich der Akropolis.
Mois absolvierte das Gymnasium und studierte danach Zahnmedizin an der Universität Athen. Während des Griechisch-Italienischen Krieges diente er als Anästhesist beim Griechischen Roten Kreuz und nahm – gemeinsam mit seinem Bruder  Iakovos – an der Schlacht um Kreta (im Sektor Iraklio) teil. Danach schloss er sich dem Griechischen Widerstand gegen den Nationalsozialismus an und betrieb die Gründung einer jüdischen Gruppe innerhalb der Nationalen Befreiungsfront (EAM), die sich überwiegend aus Studenten rekrutierte. Im September 1943 ging er in die Parnitha, eine Bergkette, die Attika von Böotien trennt; konkret nach Dervenochoria. Dort erlebte er seine Feuertaufe, als die Deutschen die Gegend durchkämmten. Er schloss sich dem militärischen Arm der EAM an, der ELAS, nahm den Kampfnamen Yiorgos Gazis an und diente in Parnassida Battalion in Fokida. Sein Bruder Iakovos diente im benachbarten 36. Regiment. Im Januar 1944 wurde er auf den Peloponnes versetzt und diente im 6. (korinthischen) Regiment. Dort begann die bedeutendste Phase seiner Widerstandstätigkeit. Aufgrund seiner organisatorischen Begabung wurde ihm die Verantwortung für die gesamte Küstenregion übertragen. Er etablierte ein ELAS-Hauptquartier in Lykoporia, leitete und verstärkte die Basen von Zarouchla und Akrata, errichtete Außenposten, sammelte Informationen, ließ Telegrafenmasten und Eisenbahnlinien zerstören und verbesserte die interne Kommunikationsstruktur der ELAS.
Yussuroums Regiment befreite, nachdem die Deutschen ihre letzten Vernichtungsstreifzüge durchgeführt hatten, im August 1944 Korinth. Nachdem die ELAS im Februar 1945 die Waffen niedergelegt hatte, kehrte er in seine Heimatgemeinde zurück. In den Jahren 1947 bis 1950 kämpfte er auf Seiten der griechischen Armee im Bürgerkrieg.
Mois Yussuroum lebte in Athen und äußerte sich regelmäßig zu aktuellen Fragen.

## Ehrungen
- Silbernes Ehrenkreuz der Republik Griechenland
- 2015: Benennung eines Gartens auf dem Gelände der Synagoge von Athen nach seinem Namen